# Evolver (альбом)
Evolver — седьмой студийный альбом американской группы альтернативного рока 311. Релиз состоялся 22 июля 2003 года.

## Об альбоме
Диск записан в январе — апреле 2003 года на Калифорнийской студии The Hive. Evolver — первый альбом 311, продажи которого составили менее 500 000 экземпляров, и который не получил сертификат золотого диска.

## Список композиций
| №                   | Название                                               | Автор(ы)                 | Длительность |
| ------------------- | ------------------------------------------------------ | ------------------------ | ------------ |
| 1.                  | «Creatures (For a While)»                              | Hexum, Mahoney, Martinez | 4:27         |
| 2.                  | «Reconsider Everything»                                | Hexum, Martinez          | 2:50         |
| 3.                  | «Crack The Code»                                       | Hexum, Martinez          | 3:55         |
| 4.                  | «Same Mistake Twice»                                   | Hexum                    | 3:22         |
| 5.                  | «Beyond The Gray Sky»                                  | Hexum, Mahoney, Martinez | 4:18         |
| 6.                  | «Seems Ucertain»                                       | Hexum                    | 3:36         |
| 7.                  | «Still Dreaming»                                       | Hexum, Martinez, Sexton  | 3:41         |
| 8.                  | «Give Me a Call»                                       | Hexum, Martinez, Sexton  | 3:21         |
| 9.                  | «Don't Dwell»                                          | Hexum, Wills             | 2:40         |
| 10.                 | «Other Side of Things»                                 | Hexum, Martinez, Sexton  | 3:08         |
| 11.                 | «Sometimes Jacks Rule the Realm» (скрытый трек «Coda») | Hexum                    | 6:37         |
| Общая длительность: | Общая длительность:                                    | Общая длительность:      | 40:17        |

| №   | Название           | Автор(ы)        | Длительность |
| --- | ------------------ | --------------- | ------------ |
| 12. | «Time is Precious» | Hexum           | 3:07         |
| 13. | «What Do You Do?»  | Hexum, Martinez | 2:42         |

## Синглы
| Год  | Название                  | Позиция | Позиция |
| Год  | Название                  | US      | US Alt  |
| ---- | ------------------------- | ------- | ------- |
| 2003 | «Creatures (For a While)» | 118     | 3       |
| 2004 | «Beyond The Grey Sky»     | —       | 39      |

## Чарты
| Год  | Чарт          | Позиция |
| ---- | ------------- | ------- |
| 2001 | Billboard 200 | 10      |

## Участники записи
311
- Ник Гексум — вокал, ритм-гитара
- Дуглас «S.A.» Мартинес — вокал, тёрнтейбл
- Тим Махоуни — соло-гитара
- Аарон «P-Nut» Уиллс — бас-гитара
- Чед Секстон — ударные, перкуссия

Создатели
- Рон Сент Джерман — продюсер
- Зак Барнхорст — инженер
- Джо Гаствирд — обработка
- Мэтт Хантер — техник
- Дениэл Уэйтс — техник
- Рон Уленай — арт-директор, фотограф
- Джо Линч — директор
- Стивен Оритт — директор
- Дан Левин — дизайнер
- Майк Аллен — художник
- Кристи Гринвуд — художник
- Луи Хозуэлл — художник
- Маргарет Оливелл — художник
- Крис Уолтс — художник
- Эмбер Уэйнтрис — фотокоординатор
- Джалин Ланд — фотоассистент